# Kristianstad C4 Lions
Die Kristianstad C4 Lions waren ein schwedisches American-Football-Team aus der südschwedischen Stadt Kristianstad. Die Bezeichnung C4 Lions leitet sich aus dem Stadtwappen von Kristanstad ab, auf dem zwei Löwen zu sehen sind, sowie die Bezeichnung C4, welche sich auf den Gründer der Stadt, den dänischen König Christian IV. bezieht.
Gegründet wurden die Lions 1986. Schon bei ihrer ersten Ligateilnahme 1987 gelang es den schwedischen Meistertitel zu erringen. Dieser Erfolg konnte 1988, 1989 und 1996 wiederholt werden. Zudem erreichten die Lions 1991 und 1994 die Vizemeisterschaft und in jedem Jahr seit der Einführung der Superserien 1991 bis 1997 mindestens das Halbfinale. An der EFL nahm Kristianstad zweimal teil, 1990 verlor man in der Qualifikationsrunde gegen die Paris Castors 20:26 n. V. und 1997 scheiterte man im Viertelfinale  an den Helsinki Roosters mit 23:36.
Danach begann der Niedergang des Teams, nach der Saison 1999 verließ man die höchste Spielklasse und ging in die Zweitklassigkeit. Zwischen 2005 und 2008 waren die Lions nur noch drittklassig, ehe der Aufstieg zur Saison 2009 gelang. Auch in der Saison 2009 waren die Lions erfolgreich und gewannen die Division I. In der Aufstiegsrelegation zur Superserien unterlagen sie allerdings den STU Northside Bulls mit 11:36. Nachdem die Kristianstad Predators gegründet wurden, bekamen die C4 Lions Probleme. Dies führte nach gescheiterten Fusionsgesprächen dazu, dass sie 2010 erstmals seit 1986 das aktive Geschäft niederlegten. 2011 zogen sich die C4 Lions wegen Spielermangel endgültig aus dem Spielbetrieb zurück.
In den neunziger Jahren war man auch im Juniorenbereich sehr erfolgreich, die U19-Junioren gewannen 1992, 1993 und 1998 die Meisterschaft und wurden 1997 Vizemeister, die U17-Junioren wurden 1995 und 1998 Meister.